# پل کوانا
پل کوانا (انگلیسی: Paul Cavanagh؛ ‏ ۸ دسامبر ۱۸۸۸ – ۱۵ مارس ۱۹۶۴) بازیگر اهل بریتانیا بود.
از فیلم‌ها یا برنامه‌های تلویزیونی که وی در آن نقش داشته‌است، می‌توان به تارزان و معشوقه‌اش، شرلوک هولمز و خانه وحشت، مادام بوواری، زن سبزپوش، پنجه سرخ، وسواس بزرگ، هدرا، حکم و پانتومیم اشاره کرد.